# پاسکال پنیر
پاسکال پنیر (انگلیسی: Pascal Pannier؛ زادهٔ ۱ نوامبر ۱۹۹۸) بازیکن فوتبال اهل آلمان است.
از باشگاه‌هایی که در آن بازی کرده‌است می‌توان به باشگاه فوتبال هالشر اشاره کرد.